# 索布蘭采區
48°44′45″N 22°10′47″E / 48.74583°N 22.17972°E

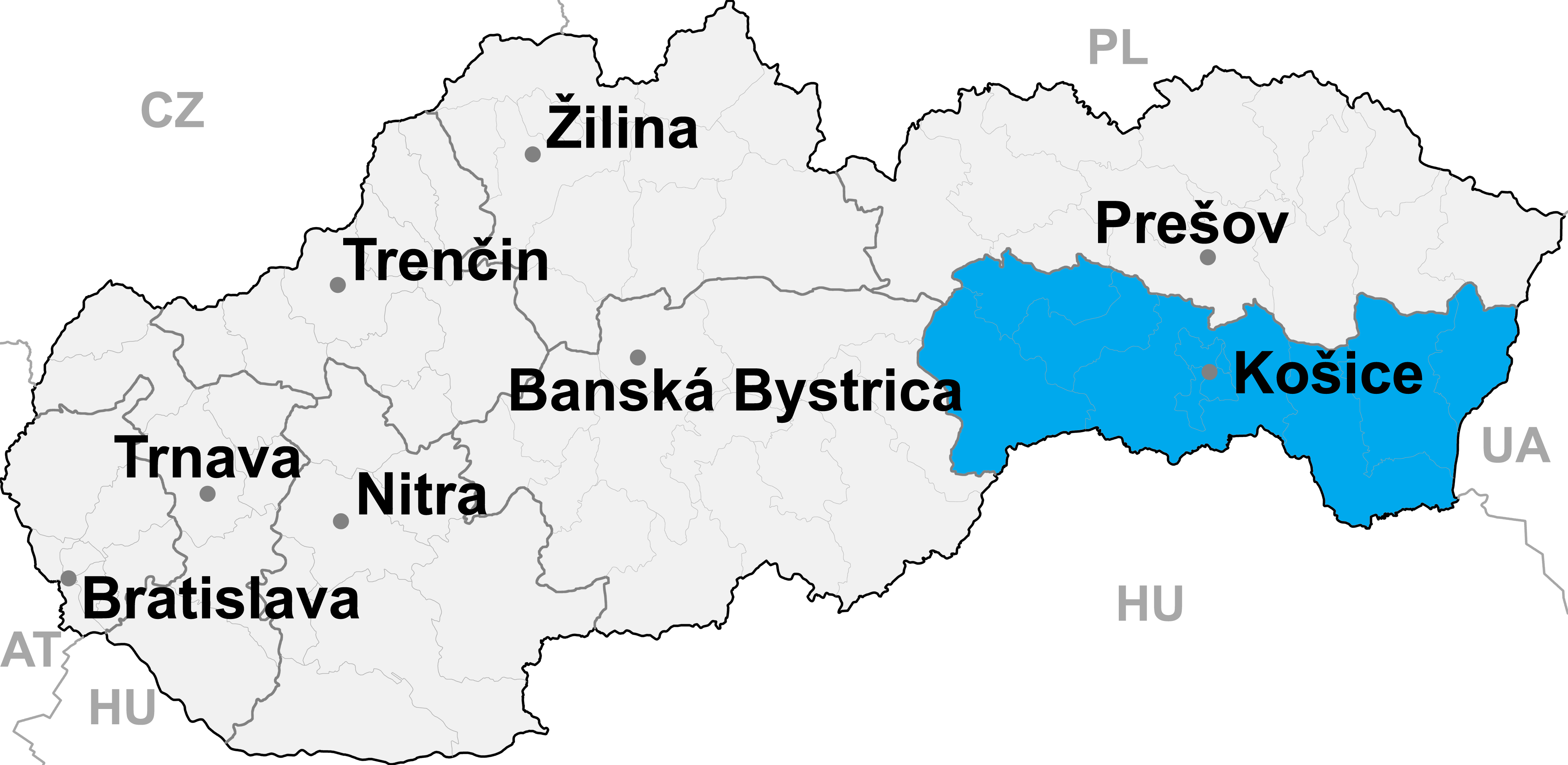

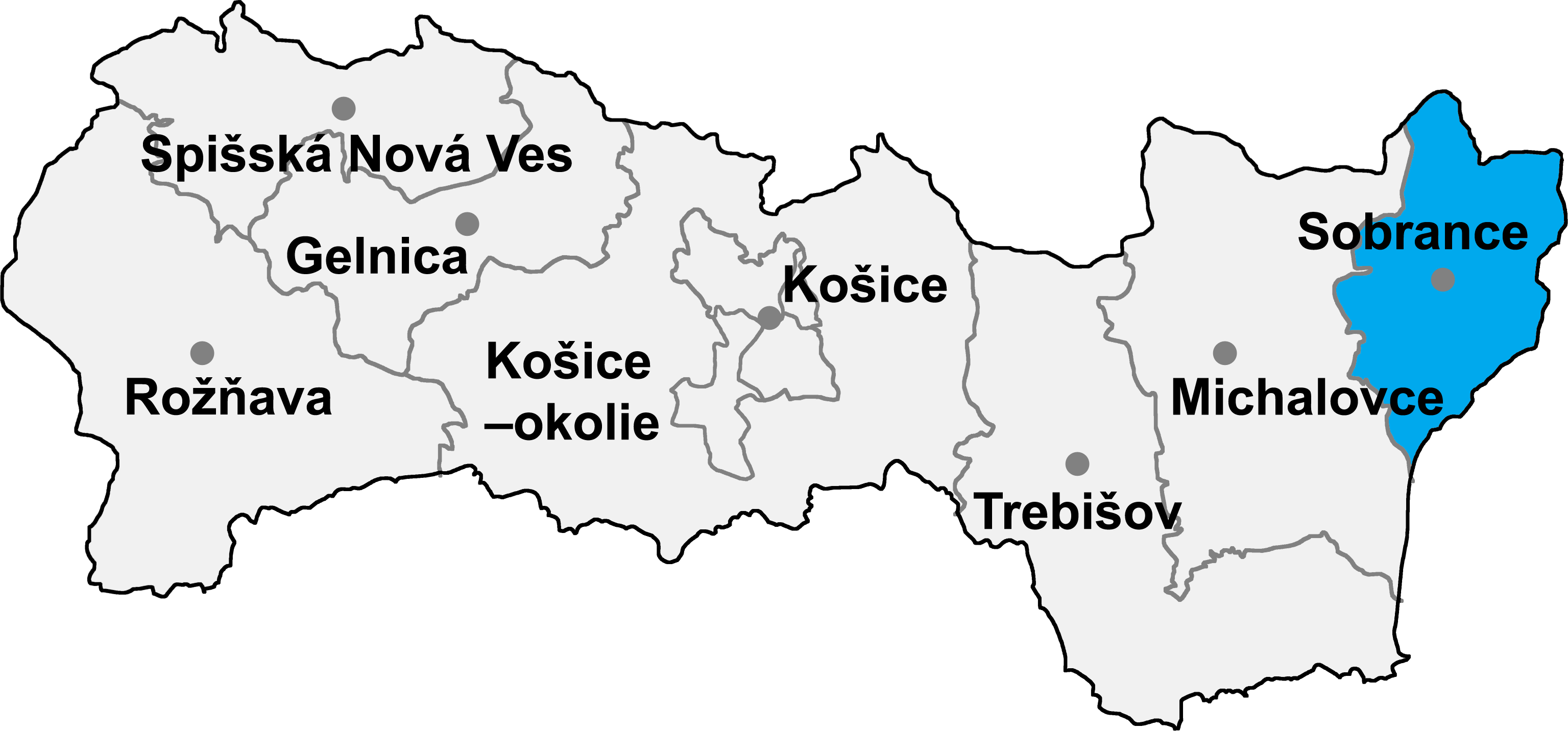

索布蘭采區，是斯洛伐克的一個區，位於該國東南部，由科希策州負責管轄，面積538平方公里，2001年該區人口23,776，人口密度每平方公里44人。